# Lux Incerta
Lux Incerta est un groupe de Doom metal français, originaire de Paris, créé en 2000. Il s'inscrit comme un héritier de la scène Doom Metal britannique des années 90, et principalement de My Dying Bride, Paradise Lost et Anathema. Le groupe compte à son actif une démo et deux albums, dont le plus récent, Dark Odyssey, est sorti le 8 avril 2022 sur le label Klonosphere.

## Biographie

### Débuts (2000–2002)
C'est en 2000, à la suite de la séparation de son groupe Synoptia, que Benjamin Belot créé Lux Incerta à Paris. Lux Incerta est à l'origine un titre qu'il a composé pour l'album Shades of ancient memories de Synoptia. La symbolique de ce terme latin, qui veut dire « Lumière crépusculaire », correspond à l'univers musical que Benjamin Belot souhaite développer pour son nouveau projet[réf. souhaitée].
Lux Incerta se compose initialement de Benjamin Belot (chant, basse), Gilles Moinet (guitare), Josselin Vachon (batterie), Nicolas Leportier (guitare) et Charles Coquet (violon). Plusieurs compositions, dont Clearwater, The monk, Winternity, Endless Rain et Septentrion, voient rapidement le jour. Cela permet au groupe de donner son premier concert en 2002 à Rouen en compagnie de Ataraxie et Aes Dana.

### Premiers enregistrements (2003–2007)
En 2003, Lux Incerta enregistre sa première démo auto-produite de trois titres (Clearwater / The Monk / Miserabilis Miserabile). Celle ci est enregistrée et mixée par Jean-Jacques Moréac de Misanthrope, et obtient, à sa sortie en 2004, de bonnes critiques dans la presse et les webzines metal spécialisés (VS-Webzine, D-Side, Metal Storm...).
En 2005, Nicolas Leportier quitte le groupe et est remplacé par le guitariste Yann Irbah. Le batteur Alexis (The Last Embrace) rejoint également les rangs de Lux Incerta en remplacement de Josselin Vachon parti courant 2003. Le groupe apparaît sur la compilation Asymmetry (avec le titre Clearwater), éditée par le label Total Rust Music, aux côtés, entre autres, des groupes Whelm, Remembrance, Mar De Grises, Saturnus.
Entre 2005 et 2007, de nouvelles compositions voient le jour (Corvus Corax, Mors ultima ratio, Someone else). Le groupe parvient ainsi à effectuer quelques concerts, dont une première partie de My Dying Bride en avril 2007 à La Locomotive (Paris). La démo trois titres de 2003 est rééditée à cent exemplaires avec le titre bonus Deep in the dark.
En juin 2007, un projet d'album est lancé. Malgré un début de travail en studio, celui-ci n'aboutit pas. Une des raisons principales étant le manque de disponibilité de ses membres[réf. souhaitée]. En effet, Gilles Moinet est très sollicité par ses activités avec The Old Dead Tree, groupe de Metal gothique parisien qu'il a rejoint en 2006. Quant à Benjamin Belot, il est très occupé avec Penumbra, groupe de metal symphonique qu'il a intégré quelques années auparavant. L'activité de Lux Incerta est mise entre parenthèses pour une durée indéterminée.

### A Decade of dusk(2010–2012)
En 2010, à la suite du ralentissement des activités de The Old Dead Tree, Gilles Moinet et Benjamin Belot décident d'enregistrer les compositions écrites quelques années plus tôt: Profundis, Winternity, Alone et Shelter (coécrite avec Manuel Munoz, chanteur de The Old Dead Tree). Ces quatre titres sont enregistrés et mixés une nouvelle fois par Jean-Jacques Moréac. Les titres de la démo de 2003, sont également remixés. L'ensemble de ces huit titres donne naissance au premier album A decade of dusk. Cet album auto-produit, très ancré dans le Gothic Doom, sort sur les plateformes digitales début 2012.
Il s'ensuit une longue période d'inactivité pour le groupe.

### Retour (2017-2019)
En 2017, à la suite de sa rencontre avec le batteur Philippe Tulleau (ex-Hangman's Blood), Gilles Moinet décide, avec Benjamin Belot, de remonter un nouveau line up, mais cette fois à Nantes et non plus Paris. David Blusseau (basse) et Nasro Hitmi (guitare) (ex-And Summer Dies) rejoignent Lux Incerta. L'album A decade of dusk est remasterisé et édité en CD en décembre 2018. Il s'ensuit une série de concerts dont le Nantes Metal Fest 2018 avec notamment Hangman's Chair en tête d'affiche, ainsi que des dates avec Monolithe, Abyssic, Misanthrope, Totengott et Eternal Storm.
À l'été 2018, le groupe enregistre également une reprise du groupe Cathedral pour la compilation hommage Doom or be Doomed: A french tribute to Cathedral. Ce tribute, dont la particularité est de rassembler uniquement des groupes de Doom Metal français, sort à l'été 2019 sur le label Sleeping Church Records, et est bien accueilli par la presse metal. Les membres de Cathedral eux-mêmes saluent cet album tribute.

### Dark Odyssey(2019-2022)
Début 2019, Lux Incerta démarre l'écriture d'un nouvel album, afin de donner un véritable sens au retour du groupe. Durant cette période, Nasro Hitmi quitte le groupe, et est remplacé en janvier 2020 par Michel Hejazy (Desperhate).
Un concert "Tribute to Cathedral" a lieu le 31 janvier 2020 à Paris (Le Klub) en compagnie des groupes Ataraxie et Father Merrin. David Blusseau quitte à son tour le groupe en juin 2020.
Le processus d'écriture de l'album, ralenti par la pandémie de Covid-19, se termine en décembre 2020.
En janvier 2021, alors que le groupe s'apprête à entrer en studio pour l'enregistrement des batteries, le guitariste Michel Hejazy décède brutalement. Le groupe décide malgré tout de poursuivre les projets en cours afin de mener à bien la création de l'album Dark Odyssey. Les séances d'enregistrements de l'album se déroulent entre février et juillet 2021 avec Fabien Devaux (Step in Fluid, Hacride, Aro Ora, Wallack...). Le mix et le mastering sont finalisés par Fabien Devaux en octobre 2021.
Dark Odyssey présente une musique beaucoup plus variée que celle de son prédécesseur A decade of Dusk. Outre les influences Doom dites classiques, on y trouve des influences Post-Black et Progressive.
Lux Incerta fait également appel à des musiciens additionnels pour l'album : Raphael Verguin (Lůn, Rïcïnn, Spectrale, Psygnosis) au violoncelle, Rémi Pardigol au piano. La couverture est quant à elle imaginée et réalisée par l'artiste Marianne Blanchard[réf. souhaitée].
L'album sort le 8 avril 2022 chez Klonosphere / Season of mist et est dédié à Michel "Shervine" Hejazy.
Début 2022, le guitariste Tibo Pfeifer (Aesteroth, Opal Insight) et le bassiste Maxime Pascal rejoignent officiellement Lux Incerta.
Le 21 octobre 2022, Lux Incerta annonce le départ de son chanteur Benjamin Belot. Les concerts prévus de fin d'année 2022 sont toutefois assurés avec la chanteuse Delora Ingrid (Moonskin, Holy Maniac, ex-Lurking). Lux Incerta partage la scène avec The Old Dead Tree, Monolithe, Mourning Dawn et Lying Figures.
Le 24 janvier 2023, la chanteuse Delora Ingrid rejoint officiellement Lux Incerta.